# Barbara Pstrągowska
Barbara Pstrągowska z domu Nidzgorska (ur. 25 maja 1931 w Starym Garkowie, zm. 21 grudnia 2003 w Bydgoszczy) – polska nauczycielka i polityk, poseł na Sejm PRL IV kadencji.

## Życiorys
Córka Ignacego i Wiktorii z domu Felczak. W 1951 ukończyła Liceum Pedagogicznego w Mławie, następnie równolegle pracowała i podwyższała kwalifikacje zawodowe. Została kierowniczką Szkoły Podstawowej w Wojnówce. Wchodziła w skład prezydium zarządu powiatowego Ligi Kobiet w Mławie. W 1952 wstąpiła do Zjednoczonego Stronnictwa Ludowego, pełniła funkcje sekretarza koła w Wojnówce i sekretarza gromadzkiego komitetu w Wiśniewie, ponadto była członkiem powiatowego komitetu.
W 1965 uzyskała mandat posła na Sejm PRL w okręgu Ciechanów. Zasiadała w Komisji Kultury i Sztuki, pełniła również funkcję sekretarza Sejmu.